# Несносные медведи в перерыве между тренировками
«Несносные медведи в перерыве между тренировками» (англ. The Bad News Bears in Breaking Training) — американский спортивный комедийный фильм режиссёра Майкла Прессмана 1977 года. Продолжение фильма «Несносные медведи» (1976).

## Сюжет
В прошлом году команда «Медведей» заняла второе место в чемпионате, а в этом году уже стала чемпионом. «Медведей» по этому поводу пригласили в Хьюстон, сыграть в «Астродоме» с местной командой. Победитель этой игры поедет в Японию, чтобы сыграть там с японской командой. Однако «Медведей» ждут и плохие новости. Команду покинул тренер Моррис Баттермейкер, а также его дочь Аманда, которая была хорошим питчером. Новый тренер детям совершенно не нравится и у них сразу же разгорается конфликт. Келли Лик приводит в команду нового питчера Кармена Ронзонни, который якобы умеет кидать мяч в разных стилях. На игру в Хьюстон дети решают ехать одни. Без тренера и вообще без взрослых. Родителям же дети предъявляют в качестве своего нового тренера и сопровождающего сумасшедшего старика, который работает на газонокосилке.
Команда «Медведей» отправляется на микроавтобусе, который возможно в угоне, через пол страны из Калифорнии в Техас. За руль садится 13-летний Келли Лик. По дороге они ночуют в мотеле, а в Нью-Мексико играют в бейсбол с местными индейскими детьми, которым с разгромным счётом проигрывают. Оказалось, что новый питчер «Медведей» не так уж и хорош. В Хьюстоне фургоном заинтересовывается полиция. От детей требуют предъявить старшего. Келли Лик сообщает, что позовёт тренера и куда-то уходит. Он отправляется на завод, на котором работает его отец, который много лет назад ушёл из семьи. Майк Лик входит в положение детей и соглашается побыть какое-то время их «тренером».
Постепенно Майк Лик действительно начинает тренировать команду и готовить их к предстоящей игре. Он помогает Ронзонни научиться нормально бросать мяч. Майк просит его бросать мяч в своём стиле, а не пытаться подражать профессиональным взрослым бейсболистам. Хотя Келли Лик сам позвал отца на помощь, у него с ним начинается конфликт, так как наружу выходит обида Келли на отца за прошлое. Приходит пора игры в «Астродоме». «Медведям» удаётся сыграть только два иннинга, когда официальные лица прерывают игру, объявляя, что дети играют слишком медленно и их время истекло. В конце концов, вмешиваются зрители, которые требуют дать детям доиграть. Проходит ещё два иннинга, в конце которых «Медведям» всё же удаётся победить. Дети посвящают свою победу Тимми Лупусу, который остался дома из-за травмы ноги.

## В ролях
- Уильям Дивейн — Майк Лик
- Джеки Эрл Хейли — Келли Лик
- Клифтон Джеймс — Сай Орлански
- Крис Барнс — Таннер Бойл
- Эрин Блант — Ахмад Абдул Рахим
- Джеффри Луис Старр — Майк Энгельберг
- Джимми Байо — Кармен Ронзонни
- Альфред Люттер — Альфред Огилви
- Дэвид Стамба — Тоби Уайтвуд
- Джейм Эскобедо — Хосе Агилар
- Джордж Гонзалес — Мигель Агилар
- Бретт Маркс — Джимми Фельдман
- Дэвид Поллок — Руди Стайн
- Куинн Смит — Тимми Лупус
- Лейн Смит — офицер Макки
- Дольф Свит — мистер Мэннинг
- Пэт Корли — Морри Слейтор

В роли самих себя в фильме появляются некоторые игроки «Хьюстон Астрос»

## Рецензии
Фильм получил смешанные отзывы. На сайте Rotten Tomatoes у него 50 % «свежести» на основе 10 рецензии. На сайте Metacritic у фильма 47 баллов из 100 на основе мнения 5 критиков.
Критики отмечали, что фильм сильно уступает своему предшественнику и здесь отсутствуют звёзды первого фильма. С другой же стороны, в фильме присутствуют все те же дети, за которыми по-прежнему интересно наблюдать.